# Batrisodes ferulifer
Batrisodes ferulifer (лат.) — вид пещерных жуков-ощупников (Pselaphinae) из семейства стафилиниды. Обнаружен в пещере Benderman Caverns (США).

## Распространение
США: пещера Benderman Caverns, около Southport, округ Мори, штат Теннесси.

## Описание
Мелкие коротконадкрылые жуки. Длина тела 2,4 мм, длина головы 0,47 мм. Основная окраска темно-красновато-коричневая.
Умеренно блестящий; опушение длинное, редкое, но заметное на темном покровном фоне, прижатое, за исключением щетинистой щёчной бородки; кожные покровы субимпунктированные. Голова с умеренно выпуклыми глазами из примерно 40 фасеток; боковые вершинные кили хорошо развиты; темя выпуклое между двумя обнаженными глубокими ямками на вертексе. Усики 11-члениковые, брюшко из 5 видимых тергитов. Вертлуги короткие, ноги прилегают к тазикам. Надкрылья в базальной части с 3 ямками. 10-й сегмент антенн на вентральной стороне не имеет ямок; 11-й сегмент большой, вентральная сторона лица слегка уплощена и несет слабый ямочный рубец. Сходен с видами Batrisodes barri, Batrisodes gemmoides и Batrisodes gemmus.